# 俄热乡
俄热乡，是中华人民共和国四川省阿坝藏族羌族自治州金川县下辖的一个乡镇级行政单位。

## 行政区划
俄热乡下辖以下地区：
壳山村、依斗村、因布汝村、烧热村、二楷村、嘎斯都村和马尼柯村。